# SMS V 72
SMS V 72 – niemiecki niszczyciel z okresu I wojny światowej, szósta jednostka typu V 67. Okręt wyposażony był w trzy kotły parowe opalane ropą, a zapas paliwa wynosił 306 ton. Zatonął na minie w Zatoce Fińskiej 11 listopada 1916 roku .
Wchodził w skład X Flotylli. Zatonął na rosyjskiej zagrodzie minowej w Zatoce Fińskiej 11 listopada 1916 roku o 3.45, na pozycji 59°23′N 22°51′E/59,383333 22,850000, bez ofiar śmiertelnych. Na tej samej zagrodzie w nocy 10/11 listopada zatonęło sześć innych niszczycieli flotylli (S 57, S 58, S 59, V 75, V 76, G 90).